# Castel San Pietro Romano
Castel San Pietro Romano är en ort och kommun i storstadsregionen Rom, innan 2015 provinsen Rom, i regionen Lazio i Italien. Kommunen hade 853 invånare (2018).